# Miquel Torres Maczassek
Miquel Torres Maczassek (1974) és un empresari català, membre de la nissaga de la família Torres, i actual President de Bodegas Torres.

## Biografia
Fill de l'empresari Miguel A. Torres Riera i de l'artista alemanya Waltraud Maczassek, es va llicenciar en Ciències econòmiques i empresarials a ESADE, i posteriorment va continuar els seus estudis a l'Escola de Negocis Kenan-Flager de Carolina del Nord i estudiant enologia a la Universitat Rovira i Virgili.
Va iniciar la seva trajectòria professional treballant per diverses empreses del sector de la perfumeria i al Grup Danone. El 2004 es va incorporar a l'empresa familiar com a director de la bodega Jean Leon, i posteriorment va assumir el càrrec de director de màrqueting de Família Torres. Durant tres anys també fou director de Torres a la delegació de Xile. El 2012 va ser nomenat director general de la companyia.
La tardor de 2023 es va fer públic que començava el procés de transició generacional de la quarta a la cinquena generació, nomenant a Miquel Torres Maczassek president de la companyia, en substitució del seu pare Miguel Agustín Torres Riera, qui deixa el càrrec amb una facturació anual de 270 milions d'euros.